# Comuna Trîtelnîkî, Volociîsk
Trîtelnîkî (în ucraineană Трительники) este o comună în raionul Volociîsk, regiunea Hmelnîțkîi, Ucraina, formată din satele Bahlaii și Trîtelnîkî (reședința).

## Demografie
Componența lingvistică a comunei Trîtelnîkî
     Ucraineană (98,26%)
     Rusă (1,05%)
     Alte limbi (0,17%)
Conform recensământului din 2001, majoritatea populației comunei Trîtelnîkî era vorbitoare de ucraineană (98,26%), existând în minoritate și vorbitori de rusă (1,05%).